# Phosinella paenula
Phosinella paenula is een slakkensoort uit de familie van de Rissoidae. De wetenschappelijke naam van de soort is voor het eerst geldig gepubliceerd in 1956 door Laseron.